# يوسف الذوادي
يوسف أحمد حسن محمد الذوادي سياسي ورجل أعمال بحريني. عضو سابق في مجلس النواب من 12 ديسمبر 2018 ولغاية 12 ديسمبر 2022 عن الدائرة الثامنة في محافظة المحرق.

## مجلس النواب
قرر الترشح لعضوية المجلس البلدي عن الدائرة الثامنة في محافظة المحرق. في الجولة الأولى حصل على 1727 صوت بنسبة 23.08% مما استوجب إقامة جولة ثانية حيث فاز على منافسه عبد العزيز زمان بحصوله على 3652 صوت بنسبة 57.26%.
قرر الترشح لعضوية مجلس النواب عن الدائرة الثامنة في محافظة المحرق. في الجولة الأولى التي أقيمت في 24 نوفمبر 2018 حصل على 3023 صوت بنسبة 30.67% مما استوجب إقامة جولة ثانية في 1 ديسمبر حيث استطاع التغلب على منافسه عبد الرحمن بوعلي بحصوله على 5246 صوت بنسبة 58.44%.